# Доналд (Орегон)
Доналд (енгл. Donald) град је у америчкој савезној држави Орегон.

## Демографија
По попису из 2010. године број становника је 979, што је 371 (61,0%) становника више него 2000. године.
| Група             | 2000.       | 2010.       |
| Белци             | 516 (84,9%) | 800 (81,7%) |
| Афроамериканци    | 1 (0,2%)    | 6 (0,6%)    |
| Азијати           | 2 (0,3%)    | 5 (0,5%)    |
| Хиспаноамериканци | 68 (11,2%)  | 143 (14,6%) |
| Укупно            | 608         | 979         |